# Rhynchophoromyces amphiopsis
Rhynchophoromyces amphiopsis är en svampart som beskrevs av Thaxt. 1931. Rhynchophoromyces amphiopsis ingår i släktet Rhynchophoromyces och familjen Ceratomycetaceae.   Inga underarter finns listade i Catalogue of Life.